# Nickelodeon Kids’ Choice Awards 2004
17. gala Nickelodeon Kids’ Choice Awards odbyła się 3 kwietnia 2004 roku. Prowadzącymi galę byli Mike Myers i Cameron Diaz.

## Prowadzący
- Mike Myers
- Cameron Diaz

## Nominacje

### Film

#### Najlepszy film
- Gdzie jest Nemo? (Zwycięstwo)
- Małolaty u taty
- Elf
- Bruce Wszechmogący

#### Najlepszy aktor
- Eddie Murphy (Małolaty u taty)
- Mike Myers (Kot)
- Ashton Kutcher (Nowożeńcy, Córka mojego szefa, Fałszywa dwunastka)
- Jim Carrey (Bruce Wszechmogący) (Zwycięstwo)

#### Najlepszy dubbing filmu animowanego
- Bruce Willis (Spike, Pełzaki szaleją)
- Brad Pitt (Sindbad, Sindbad: Legenda siedmiu mórz)
- John Goodman (Baloo, Księga dżungli 2)
- Ellen DeGeneres (Dory, Gdzie jest Nemo?) (Zwycięstwo)

#### Najlepsza aktorka
- Halle Berry (X-Men 2)
- Amanda Bynes (Czego pragnie dziewczyna) (Zwycięstwo)
- Cameron Diaz (Aniołki Charliego: Zawrotna szybkość)
- Queen Latifah (Wszystko się wali)

### Muzyka

#### Najlepsza piosenka
- Bump Bump (B2K)
- Hey Ya (Outkast) (Zwycięstwo)
- Crazy in Love (Beyoncé)
- Where Is the Love (The Black Eyed Peas)

#### Najlepszy piosenkarz
- Bow Wow
- Nick Cannon
- Nelly (Zwycięstwo)
- Justin Timberlake

#### Najlepsza grupa muzyczna
- Outkast (Zwycięstwo)
- B2K
- Good Charlotte
- No Doubt

#### Najlepsza piosenkarka
- Ashanti
- Jennifer Lopez
- Beyoncé
- Hilary Duff (Zwycięstwo)

### Telewizja

#### Najlepszy film
- All That (Zwycięstwo)
- Przyjaciele
- Lizzie McGuire
- Nieustraszeni

#### Najlepszy aktor telewizyjny
- Lil’ Romeo (Romeo!)
- Ashton Kutcher (Różowe lata siedemdziesiąte, Punk'd)
- Bernie Mac (The Bernie Mac Show)
- Frankie Muniz (Zwariowany świat Malcolma) (Zwycięstwo)

#### Najlepsza kreskówka
- Wróżkowie chrzestni
- Rodzina Dumnych
- Simpsonowie
- SpongeBob Kanciastoporty (Zwycięstwo)

#### Najlepsza aktorka telewizyjna
- Jennifer Aniston (Przyjaciele)
- Jamie Lynn Spears (All That)
- Hilary Duff (Lizzie McGuire)
- Raven-Symoné (Świat Raven) (Zwycięstwo)

### Sport

#### Najlepsza drużyna
- Chicago Cubs
- Los Angeles Lakers (Zwycięstwo)
- Miami Dolphins
- New York Yankees

#### Najlepsza sportsmenka
- Mia Hamm (Zwycięstwo)
- Kelly Clark
- Serena Williams
- Venus Williams

#### Najlepszy sportowiec
- Tony Hawk (Zwycięstwo)
- Sammy Sosa
- Shaquille O’Neal
- Tiger Woods

### Pozostałe kategorie

#### Najlepsza gra wideo
- Harry Potter: Quidditch Super Cup
- Gdzie jest Nemo?
- Super Mario Advance 4
- SpongeBob SquarePants: Battle for Bikini Bottom (Zwycięstwo)

#### Najlepsza książka
- Kapitan Majtas (Zwycięstwo)
- Holes
- Harry Potter seria
- Władca Pierścieni